# Dipeptidylpeptidáza 4

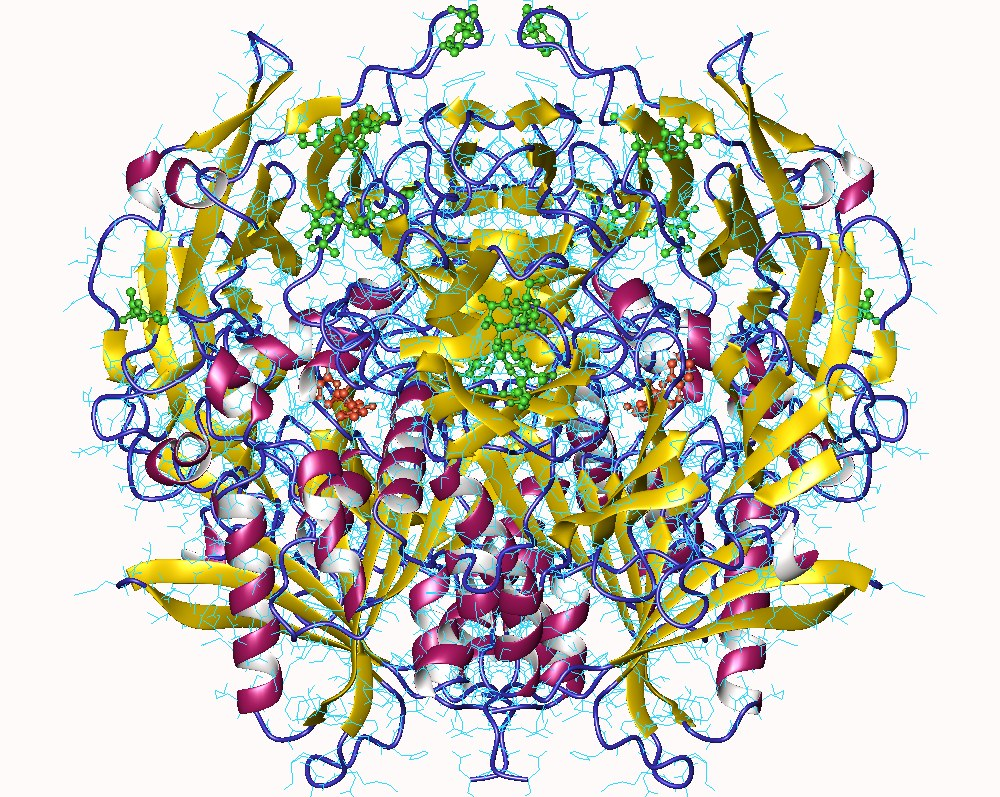
Lidská dipeptidylpeptidáza, dimer

Dipeptidyl peptidáza-4 (DPP4), známá rovněž jako komplexační protein adenosin deaminázy 2 (adenosine deaminase complexing protein 2 – ADA) nebo jako CD26 (cluster of differentiation 26), je protein, který je u lidí kódován genem DPP4.

## Funkce
Protein kódovaný genem DPP4 je antigenní enzym exprimovaný na povrchu většiny typů buněk včetně T-lymfocytů, u nichž je indikátorem aktivace. Souvisí s regulací imunity, přenosem signálů a s apoptózou. Je to intrinsický membránový glykoprotein a serinová exopeptidáza která vyštěpuje X-prolinové dipeptidy z N-konce polypeptidů.
Je to celkem nespecifický enzym, pro nějž je známo přinejmenším 62 substrátů. Substráty pro CD26/DPPIV jsou peptidy obsahující prolin (nebo alanin) a patří k nim růstové faktory, chemokiny, neuropeptidy, a vasoaktivní peptidy.
DPP4 souvisí s geny FAP, DPP8 a DPP9.
DPP-4 hraje hlavní roli v metabolismu glukózy. Zodpovídá za degradaci inkretinů jako je např. GLP-1.
Navíc se ukazuje, že funguje jako supresor vývoje rakoviny a nádorů.
CD26/DPPIV hraje důležitou roli v biologii nádorů, a je užitečným indikátorem různých typů rakoviny, přičemž její hladiny na povrchu buněk nebo v séru jsou u některých novotvarů zvýšené a u jiných snížené.
DPP-4 rovněž specificky a s vysokou afinitou váže enzym adenosin deaminázu. Význam této interakce zbývá objasnit.

## Klinický význam
Na principu inhibice aktivity tohoto enzymu funguje nová třída orálních hypoglykemik nazývajících se inhibitory dipeptidyl peptidázy-4, které touto inhibicí prodlužují účinek inkretinů in vivo.